# Під вартою (Доктор Хаус)
«Під вартою» (англ. Lockdown)  — шістнадцята серія шостого сезону американського телесеріалу «Доктор Хаус». Прем'єра епізоду проходила на каналі FOX 12 квітня 2010. Кадді має знайти дитину, яка зникла в лікарні після народження. Сам Хаус і його команда проводять вечір у різних кімнатах і дізнаються один про одного різні речі.

## Сюжет
В лікарні раптово зникає новонароджена дитина. На її зап'ястку знаходиться браслет, який подасть сигнал, якщо дитину винесуть з будинку. Охоронці не отримувала сигналу, тому у лікарні закривають всі кімнати для пошуку новонародженої. Перед закриттям Кемерон прийшла до Чейза і вони вирішили обговорити їхнє розлучення у кабінеті для прийому пацієнтів. Тринадцята і Вілсон замкнені у їдальні. Форман і Тауб на складі документів, де вони знаходять особові справи персоналу лікарні. Хаус замкнутий у палаті пацієнта, який скоро помре. Медсестра, яка доглядала за дитиною, розповідає Кадді, що інший син родини, Вокер, негативно ставився до новонародженої сестри. Кадді запитує у матері чи міг хлопчик вкрасти дитину. Жінка каже, що в школі він часто б'ється, тому вона не впевнена, що Вокер нічого не зробив з її дочкою. Сам хлопчик каже, що не чіпав сестру. Згодом Кадді помічає, що в палаті аж 8 рушників. Вона наказує перегляну відео запис, щоб дізнатися, які медсестри і прибиральниці заходили до палати. У однієї з медсестер психічний розлад і вона не контролює, що робить. Вона поклала зайві рушники у палату і могла взяти дитину. Невдовзі Кадді знаходить дитину у візку для брудної білизни і передає дочку батькам.
Кемерон просить Чейза підписати документи на розлучення, які той мав підписати ще декілька місяців тому. Чейз намагається зрозуміти, чому Кемерон покинула та чи взагалі кохала його. Після сварки вона каже йому, що не знає. Чейз підписує документи на розлучення. Не зважаючи на це між ними виникають сексуальні стосунки.
Тауб і Форман продивляються особисту справу Хауса, але розуміють, що вона підроблена. Нещодавно Форман конфіскував у пацієнта пляшечку з наркотичними пігулками і пропонує Таубу скуштувати їх та відчути себе Хаусом. Тауб погоджується і невдовзі їм стає "добре". Через деякий час Тауб знаходить у сумці Формана його особисту справу. Форман зізнається, що хотів вилучити запис про підробку аналізів в університеті доки справу не відцифрували. Згодом Форман знаходить особисту справу Тауба і дізнається, що той не має жодного порушення. Тауб каже Форману, що заздрить йому. Він був одним з найкращих в університеті, але Форману вдалося досягти більшого успіху ніж Таубу. Згодом Форман вирішує не видаляти запис про підробку аналізів, але Тауб робить це за нього.
Пацієнт, з яким замкнуто Хауса, розповідає, що хотів потрапити до нього на лікування. Проте справа не зацікавила Хауса, а лікарі встановили діагноз занадто пізно. Хаус знає, що через декілька годин у пацієнта виникне сильний біль і пропонує йому заснути за допомогою морфію аж до смерті. Чоловік відмовляється від цього і каже, що о дев'ятій він хоче подзвонити дочці, яку покинув у маленькому віці і яка тепер його ненавидить. Дівчина не вдома, тому чоловік залишає повідомлення. Невдовзі він просить Хауса ввести його в кому.
Тринадцята і Вілсон грають у гру "Правда або Бажання" в їдальні. Вілсон хоче, щоб Тринадцята показала груди Таубу, але вона відмовляється (хоча в кінці серії вона здійснює його бажання). Тринадцята хоче, щоб Вілсон вкрав з каси один долар. Вілсон намагається виконати бажання, але у нього не виходить. Тринадцята розповідає, що вона так і не сказала батьку, що бісексуалка і хвора Гантінктоном. Вілсон розповідає, що нещодавно зустрів свою першу дружину і йому захотілося запросити її на побачення.